# Łukasz Berlicki
Łukasz Paweł Berlicki (ur. 1976) – polski chemik, profesor Politechniki Wrocławskiej.

## Życiorys
Łukasz Berlicki ukończył XIV Liceum Ogólnokształcące im. Polonii Belgijskiej we Wrocławiu. W okresie szkolnym był stypendystą Krajowego Funduszu na rzecz Dzieci. W 2000 uzyskał tytuł magistra chemii na Uniwersytecie Wrocławskim (promotor – Ignacy Siemion) oraz magistra inżyniera informatyki na Politechnice Wrocławskiej (promotor – Jerzy Kisilewicz). W 2004 doktoryzował się z chemii organicznej na PWr na podstawie napisanej pod kierunkiem Pawła Kafarskiego rozprawy Projektowanie i synteza inhibitorów syntetazy glutaminy. W 2012 habilitował się na PWr, przedstawiając dzieło Projektowanie i analizowanie zależności struktura-aktywność inhibitorów ureazy i syntetazy glutaminy. W 2020 otrzymał tytuł profesora nauk ścisłych i przyrodniczych.
Od 2004 zatrudniony na Wydziale Chemicznym Politechniki Wrocławskiej, gdzie kieruje Katedrą Chemii Bioorganicznej. W latach 2009–2010 odbył roczny staż na Uniwersytecie w Ratyzbonie. Wypromował cztery doktorki.
Żonaty z Anną. Ojciec Jana (ur. 2006), Stanisława (2012) i Franciszka (2017).